# Дасти Спрингфилд
Мери Изобел Кетрин Бернадет О’Брајен (енгл. Mary Isobel Catherine Bernadette O'Brien; Лондон, 16. април 1939 — Хенли на Темзи, 2. март 1999), позната као Дасти Спрингфилд (енгл. Dusty Springfield), била је британска певачица. Од свих британских певача 1960-их, направила је највећи успех на америчком тржишту. Захваљујући свом специфичном начину певања, постала је једна од најзначајнијих белих соул певачица. Била је бисексуалка, а током живота имала је разних проблема са искомплексираношћу, али и алкохолом и дрогом. Умрла је од рака дојке, 2. марта 1999. године.
Позната је по песмама: Son of a Preacher Man, You Don't Have to Say You Love Me, I Only Want to Be With You, The Look of Love (из филма Казино Ројал), What Have I Done to Deserve This? (са групом Пет шоп бојс, након дуже паузе у каријери) и осталим. Узор је младим певачицама као што су Ејми Вајнхаус, Дафи и Џош Стоун.